# ديريك جيفريز
ديريك جيفريز (بالإنجليزية: Derek Jeffries)‏ هو لاعب كرة قدم بريطاني في مركز قلب الدفاع، ولد في 22 مارس 1951 في Longsight ‏ في المملكة المتحدة. لعب مع كريستال بالاس ومانشستر سيتي ونادي بيتربورو يونايتد ونادي تشستر سيتي ونادي تلفورد يونايتد ونادي ميلوول.